# メロフォン
メロフォン（mellophone）は、金管楽器の一種である。フレンチホルンに似た丸い形をしているが、アルトホルンに近い。歴史的経緯は異なる（後述）ものの、一般的には「フレンチホルンに似た形をしたアルトホルンの一種」だと見なされている。かつて小中学校の吹奏楽においてフレンチホルンの代用品として用いられていた。

## フレンチホルンとの違い
フレンチホルンではバルブは左手で操作し、ロータリー式のバルブが使用されることが多い。これに対しメロフォンではトランペットと同じようにバルブを右手で操作し、ピストン式バルブが使用されることが多い。フレンチホルンに比べて管の長さが短い（F管メロフォンの管長はF管フレンチホルンの半分）ため管の巻き方が単純で、バルブなどの構成部品はトランペットと共通化できるため、フレンチホルンに比べてコストを安く抑えやすい。管が短く軽量であることから概してフレンチホルンよりも音を出しやすく（当てやすく）、学齢の低い奏者にも扱いやすく、歩きながらでも演奏しやすい。
フレンチホルンとメロフォンの奏法上の最大の違いは、バルブを操作しない方の手の使い方にある。ホルンの場合、右手はベルの中に深く入れ、音程や音色の調節に使う。楽器も手を深く入れた状態で正しい音程が取れるように設計されている。一方メロフォンの場合、左手はベルの中に入れず、ベルのふちを持つ。楽器もベルに手を入れない状態で正しい音程が取れるように設計されている。
メロフォンの音色はフレンチホルンに比べてやや明るくあっさりとした感じで、ブラスバンド、マーチングバンドでもっぱら演奏されるポップスやマーチに向いている。
反面、フレンチホルン特有の重厚な響きはないので管弦楽曲には向かず、一般のオーケストラで使用されることはほとんど無い。
ブラスバンドにおいてメロフォン独自のパート譜が提供されていない場合は、F調でフレンチホルンのパート譜を用いるか、E♭調でアルトホルンのパート譜を用いることが多い。

## 歴史的経緯
メロフォンは「フレンチホルンに似た形状と音色を求めて生み出されたアルトホルンの一種」だと考えられがちであるが、これは事実と異なると考えられる。根拠資料の絶対量が少なく研究の余地が多いが、メロフォンはアルトホルンとは出自が異なり、また当初からフレンチホルンの代用品であったわけではないと推測される。
mellophoneという名称を使用した最も初期の例は、1881年にKohler & Son社（イギリス）が作った楽器である。それは内部構造的に見て、1868年にBoosey社（イギリス）がBallad hornという名で発売した楽器（Henry Distinデザイン）の模倣品と言える。さらにこのBallad hornは、名コルネット奏者Herman Koenigによって設計されたKoenig Horn（1855年にフランスのアントワーヌ・コルトワによって構築された楽器群に属する）の模倣品だと言える。一方アルトホルンはアドルフ・サックスの発明したサクソルンに端を発する。このことから、メロフォンはその原初においてはアルトホルンと別の楽器であったと考えられる。
調性は多くがE♭管で、F調への替え管が付属あるいは転調機能がついていることが多い。ただし世界的に見れば調性はC、D、A、B♭など幅広く存在し、初期の楽器には一本でC、D、E♭、F調と転調できるものも存在した。このようなことから、メロフォンは当初は単純な代替楽器ではなく、個別の楽器であったと推論される。
日本においては、日本管楽器（ニッカン）によって昭和12年（1937年）に初めて作られたことを示す記述が当時のカタログから読み取れるが、戦中・戦後の混乱のためか1960年以前の様子ははっきりとしない。
1960〜1980年代にかけては、1970年にニッカンを吸収合併した日本楽器（ヤマハ）のメロフォン（YMP-201・1970年秋生産開始）も含め、全国各地の教育現場に浸透した。初期の楽器（No.20まで）ではE♭調を主とする構造上の特徴（唾抜きの位置）を示すものの、それ以後（MP-1、MP-201、YMP-201）ではF調を主とする構造になっている。この頃にフレンチホルンの代用楽器という位置づけが確定していたように思われる。
前述のようにメロフォンはフレンチホルンに比べて安価であり、フレンチホルンの導入が難しい楽団で代わりに用いられたが、徐々にフレンチホルンに置き換わっていった。1985年秋には最終型式にあたるヤマハYMP-201も生産終了となった。今日では吹奏楽の領域でほとんど見かけなくなったが、それでも絶滅した訳ではなく、各地の小中学校で現役で使われている。
フレンチホルンの「代用品」という扱われ方の多かったメロフォンであるが、以前からマーチングバンドの世界ではトランペットのようにベルを前向きにしたフロントベルモデルが使われており、潜在的な愛好者・プレイヤーは多いと考えられる。
アメリカ合衆国のドラムコーでは伝統的にフロントベルの金管楽器のみを使用するため、フロントベルのメロフォンが多用される。
さらにベルダウンのメロフォンについても、2000年代に入り再評価されつつある。古い楽器がインターネットオークションで売買されたり、メロフォンによるアンサンブル演奏会も開催される等、一部で盛り上がりを見せている。

## マウスピース
日本におけるスタンダード・タイプと言えるニッカン・ヤマハの1967年製以降のマウスピースは、フレンチホルンに形状が似ているが、シャンクのサイズはコルネットのものに近い。1964年〜1966年ではそれよりはシャンクが太くなっており、それ以前のものではフレンチホルン的な面影は残すものの、シャンクサイズがさらに大型化しアルトホルンに似ている（トランペットのマウスピースもぴったり嵌まる）。
一方、海外のモデルについてはフレンチホルン風でないマウスピースが多い。この点から、代替フレンチホルンという扱いが特に日本において強かったのではないかとも考えられるが、ごく初期からさまざまなタイプ（フリューゲルホルン的・アルトホルン的・フレンチホルン的）のマウスピースが使用された事実もあり、日本独自の傾向について断定することはできない。